# Code Composer Studio
Code Composer Studio (CCStudio ou CCS) é um ambiente de desenvolvimento integrado (IDE) para desenvolver aplicativos para processadores embarcados da Texas Instruments (TI).
Os processadores embarcados da Texas Instruments incluem TMS320 DSPs, OMAP system-on-a-chip, DaVinci system-on-a-chip, os processadores de aplicativos Sitara, microcontroladores Hercules, microcontroladores MSP432, microcontroladores conectividade sem fio,  microcontroladores Tiva / Stellaris e microcontroladores MSP430. Ele também permite a depuração em vários subsistemas, tais como a Ducati,  Accelerator IVA  e PRU-ICSS. 
Compositor Código Studio é projetado principalmente para o sistemas embarcados e de baixo nível (BareMetal) com depuração baseada em JTAG. No entanto, os últimos lançamentos são baseados em versões não modificadas do Eclipse IDE de código aberto, que pode ser facilmente estendido para incluir suporte para depuração a nível de aplicativo de sistema operacional (Linux, Android, Windows Embedded) e aplicativos de compilação de código aberto como o GCC.
As primeiras versões do kernel incluído um tempo real chamado DSP/BIOS e sua atualização para SYS/BIOS. Atualmente, faz parte do ecossistema TI-RTOS.

## Versões

### Code Composer
- 4.10 (versão mais recente em 2001). Suportado tudo  TMS320 DSPs naquela época: C2x, C24x, C3X, C4x, C5x, C54x e C6x. A versão para o C3X / C4x ainda é vendido pela Texas Instruments e o parceiro Spectrum Digital. [5] Suporte variada ao longo dos anos, inicialmente Windows 95, NT4 e 98, com a última versão de suporte 2000 e XP.

### Code Composer Studio
- 4.0 (2009). Baseado em uma versão modificada do Eclipse 3.2. Retirou o suporte para DSPs C24x e adicionou suporte para MSP430, Stellaris (ARM Cortex M3) e dispositivos  DaVinci . Suporta Windows XP, Vista e 7.

5.0 * (2010). Usa uma versão não modificada do Eclipse 3.6 e posterior 3.7. Ele foi organizada também em Linux. Adicionado suporte para DSPs C66x,  Sitara (ARM9 e Cortex A8) e dispositivos Tiva (ARM Cortex M4). Suporta Windows XP e 7.
- 6.0 (2014). Usa uma versão não modificada do Eclipse 4.3. Adicionado suporte para CC26x e microcontroladores sem fio CC32x. Retirou o suporte para DSPs C54x. Suporta Windows XP, 7 e 8.x.
- 6.1 (2015). Usa uma versão não modificada do Eclipse 4.4. Introduzido suporte beta para Mac OS X. Adicionado suporte para CC25x e MSP432 (a versão introdutória Mac suporta apenas dispositivos MSP). Suporta Windows XP, 7 e 8.x.

### CCS Nuvem
- 1.0 (2015). Adiciona suporte para todas as famílias de dispositivos MSP430, MSP432 e Tiva C.
- 1.1 (2015). Adiciona capacidades de depuração para todos os dispositivos acima. Adicionado suporte a dispositivos CC2650.